# Cat (Unix)

Comanda cat (în engleză concatenate) este folosită pentru tipărirea fișierelor în consola UNIX. Comanda oferă posibilitatea concatenării informației din mai multe fișiere. Fiecare fișiere specificat în lista de argumente va fi tipărit pe ecran.

## Sintaxă
```
cat [opțiuni] [fișiere]
```

Printre opțiunile cele mai folosite se numără:
-b, numără liniile non-blank
-n, numără toate liniile
-v, tipărește caracterele de control ca și când ar fi vizibile, cu excepția caracterului TAB și sfârșit de linie

## Exemple
Tipărirea tuturor fișierelor cu extensia .txt:
```
cat *.txt
```